# 蒽嵌蒽醌
蒽嵌蒽醌是一种有机化合物，化学式为C22H10O2，可用作颜料红168的前体。它可由1,8-萘内酰亚胺（或1,1'-联萘-8,8'-二甲酸）为原料制得。蒽嵌蒽经重铬酸钠氧化，也能得到蒽嵌蒽醌。